# Marine fluviale

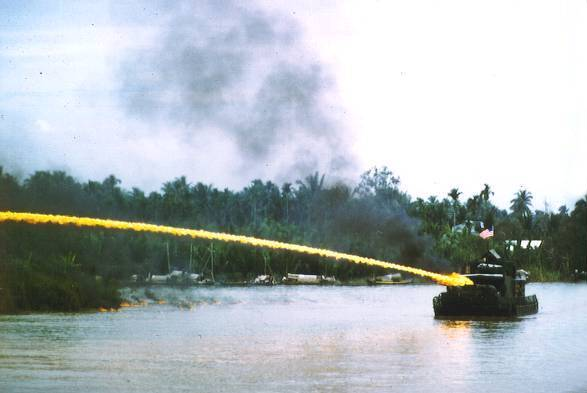
Monitor de l'US Navy utilisant du napalm pendant la guerre du Viêt Nam.

Une marine fluviale ou flotte fluviale (en anglais : Brown-water navy) est un terminologie maritime désignant une marine de guerre assignée à la défense des fleuves.
Concept américain, il est à différencier de la marine littorale et de la marine de haute-mer (capable d'opérer à plus de 200 milles marins/370 kilomètres du littoral sur des océans ouverts).

## Attributs d'une marine fluviale

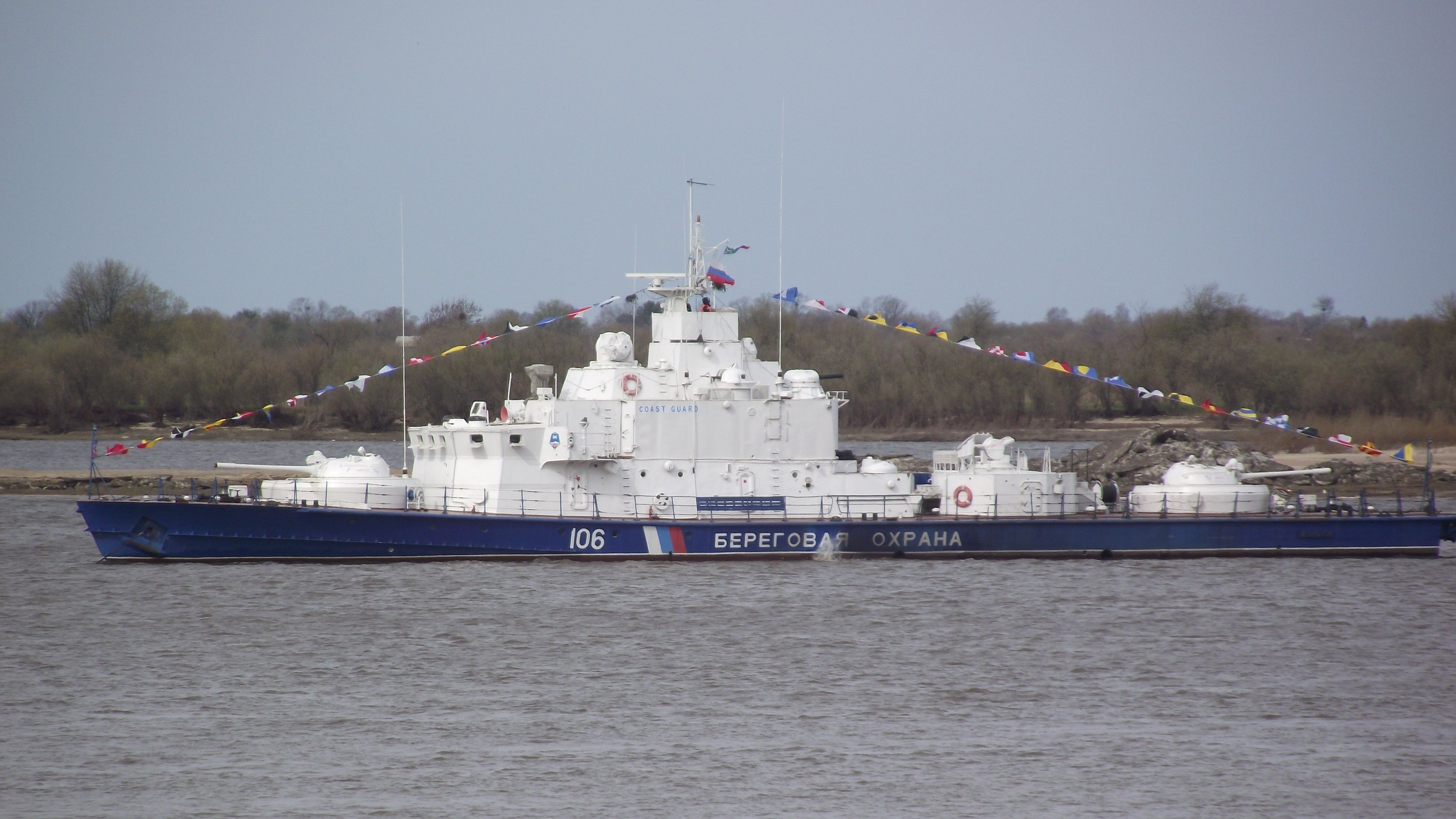
Un patrouilleur fluvial russe sur l'Amour, à la frontière entre la République populaire de Chine et la Russie.

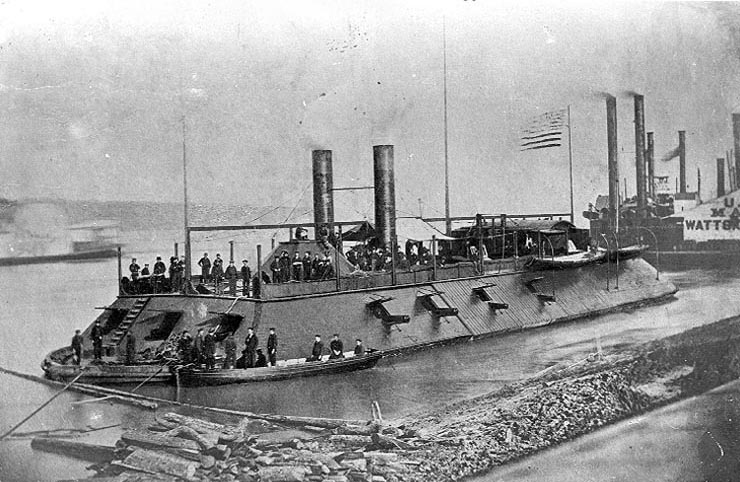
L’USS Cairo de l'US Navy sur le Mississippi pendant la guerre de Sécession, 1862.

Ils reposent avant tout sur l'utilisation de canonnières et de patrouilleurs, navires légers adaptés à une navigation sur fleuves et lacs. Une marine fluviale n'implique pas pour autant un manque de capacités offensives, certains navires étant en effet équipés de missiles antinavire (voir Bateau lance-missiles).

## Histoire et emploi du terme
Les marines fluviales existent depuis l'Antiquité, les voies navigables permettant le transport de cargaisons plus facilement que par voie terrestre dans les régions où les routes ne sont pas suffisamment développées. En Asie de l’Est, elles ont une grande importance et ont vu des grandes batailles où s'affrontèrent des dizaines de milliers d'hommes se dérouler le long des fleuves telle la bataille de Rạch Gầm-Xoài Mút en janvier 1785.
Le terme de brown-water navy trouve son origine dans la guerre de Sécession (1861-1865) aux États-Unis pour désigner les canonnières et les cuirassés à coque en fer de l'Union Navy opérant sur le Mississippi afin de bloquer les ports de la Confédération et ainsi couper leur territoire en deux.
Les empires coloniaux européens disposaient par ailleurs de canonnières afin de surveiller les fleuves d'Afrique et d'Asie de l'Est tels la flottille de Tonkin.
Il est ensuite réutilisé pendant la guerre d'Indochine (Dinassaut de la Marine nationale, opérant dans les eaux du Mékong et du fleuve Rouge de 1947 à 1955) puis pendant la guerre du Viêt Nam le 18 novembre 1965, date à laquelle l'United States Navy formalise sa marine fluviale (Mobile Riverine Force) avec l'apparition de Patrol Boat, Rivers (en) (PBR), patrouilleurs destinés à patrouiller les fleuves du Viêt Nam, en service de mars 1966 jusqu'à fin 1971. En 1970, les unités fluviales de l'US Navy sont transférées à l'ARVN, dans le cadre de la politique américaine de « vietnamisation. »

Après le Vietnam, les unités de la Brown Water Navy ont pris le nom de Special Boat Squadrons et sont engagées dans la guerre du golfe en 1991 et dans les opérations antidrogue en Colombie.

Entre 2006 et 2008, à la suite de la guerre d'Irak et compte tenu de la nécessité de contrôler l'Euphrate et les marais irakiens, trois unités de marine fluviales appelés Riverine Squadron sont recréées par la marine des États-Unis. L'une d'entre elles devenant une Coastal Riverine Squadron en 2012. Cette Coastal Riverine Force a un effectif de 4 400 personnes en 2012.
La marine française, quant à elle, dissout sa dernière unité fluviale, les Forces maritimes du Rhin, en 1966.
Plusieurs pays enclavés ou disposant d'un frontière fluviale ou d'une mer intérieure disposent de formations fluviales, telles les forces navales boliviennes ou en Russie, la flottille de l'Amour stationnée à Khabarovsk sur le fleuve du même nom de la flotte russe du Pacifique et la flottille de la mer Caspienne à Astrakhan. Les patrouilleurs de l'armée suisse dépendent d'une unité de génie militaire.